# 西山荘

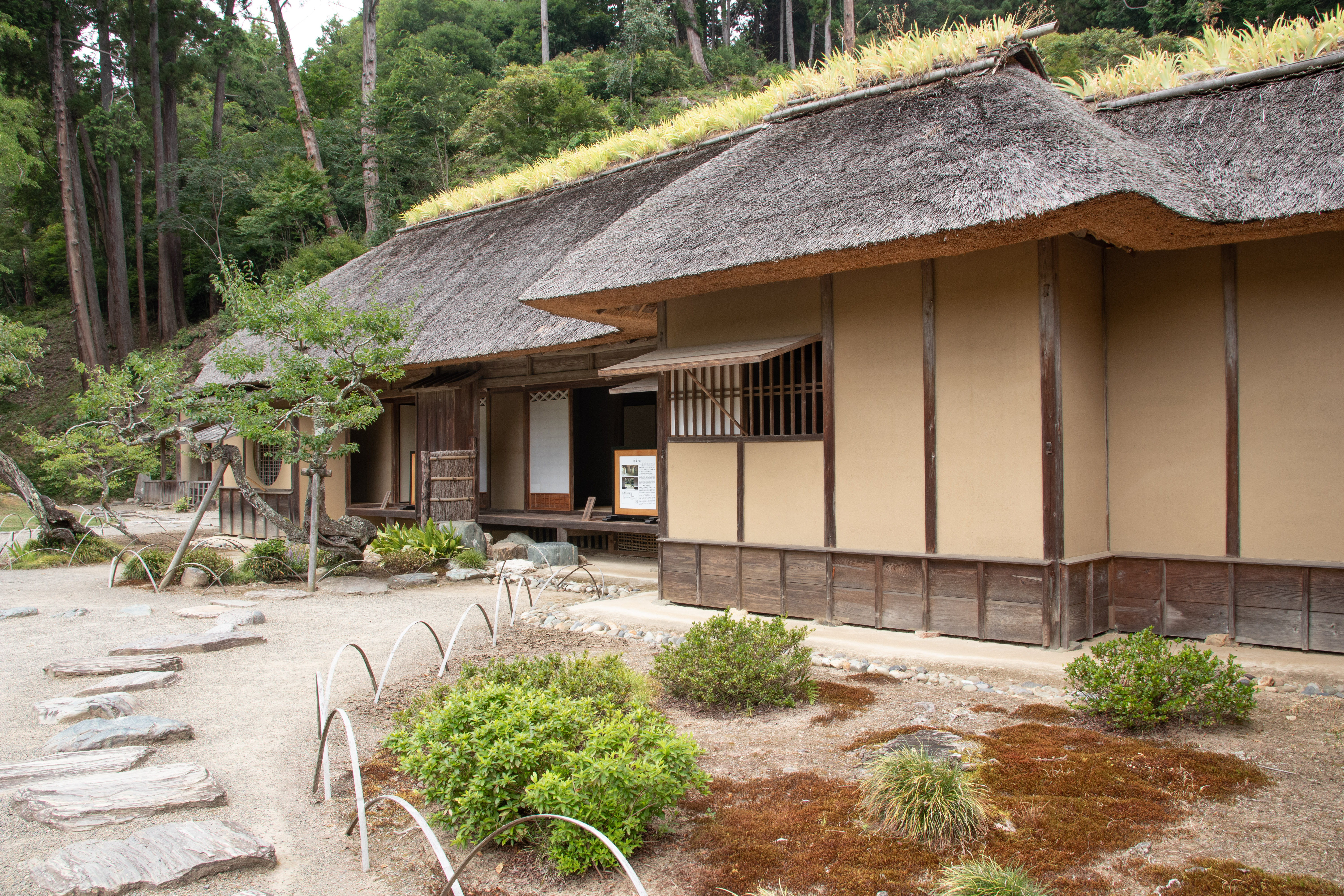
西山荘西山御殿(2019年)

西山荘（せいざんそう）は、日本の茨城県常陸太田市にある水戸藩2代藩主徳川光圀の隠居所である。国の史跡及び名勝に指定されている。

## 概要

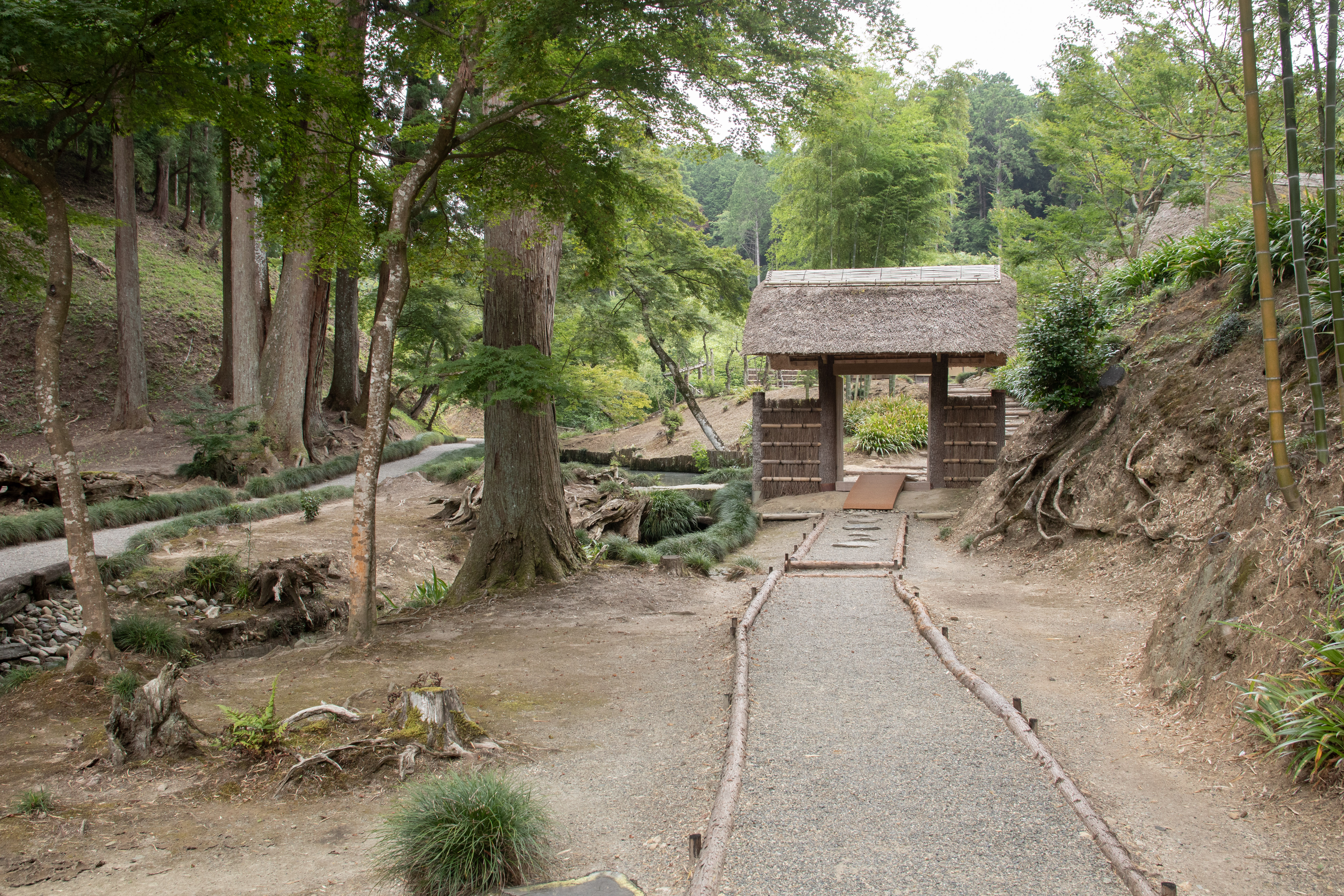
突上御門

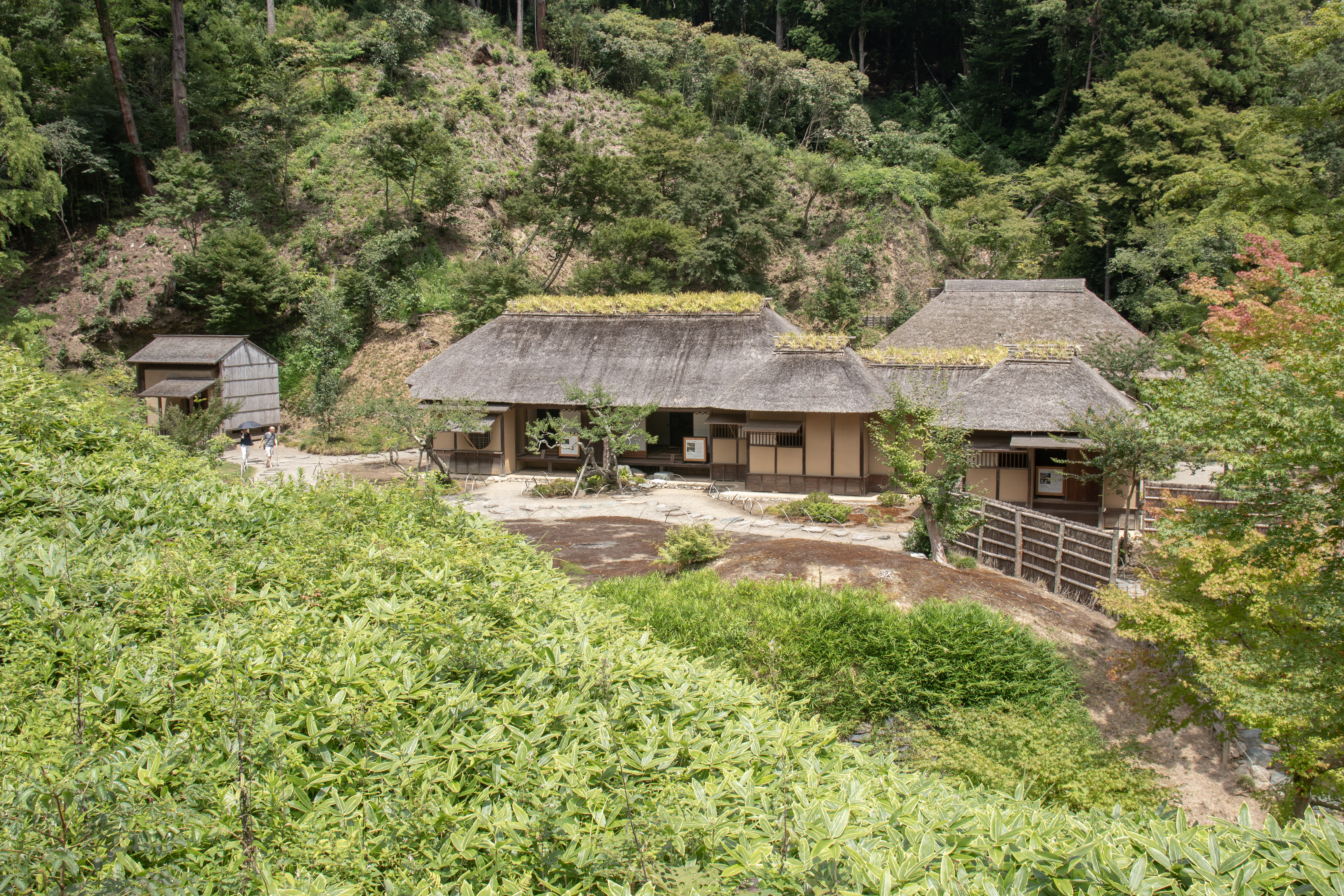
観月山から見た御殿(正面)と守護宅(右奥)、御文庫(左)

元禄3年（1690年）に建設され、隠居した光圀が同4年（1691年）から同13年（1700年）に亡くなるまで過ごした。光圀はここで歴史書『大日本史』の編纂に尽力した。当時の建物は文化14年（1817年）の野火によって焼失し、現存するのは文政2年（1819年）に8代藩主・齊脩によって再建されたもの。現在は、水戸徳川家伝来の歴史的資料を保存している公益財団法人徳川ミュージアムが管理し、一般公開している。
建物は茅葺平屋建て、内部は粗壁のままという質素なもので、華美を嫌った光圀の人となりを伝えるものとなっている。また、園内には当時の守護役の侍の居宅を復元し、資料館として光圀ゆかりの品などを展示している。
2018年1月には、徳川ミュージアム（茨城県水戸市）のANNEXが開設された。

## 案内

### 所在地
- 〒313-0007　茨城県常陸太田市新宿町590
- ■JR東日本 ■水郡線常陸太田駅から、茨城交通バス上宮田代行きで、西山荘入口下車徒歩5分。

### 入園料・開園時間
- 入園料

大人：1500円
子供：600円
- 開園時間：9:00 - 16:00

入園は閉園の30分前まで。